# 呉春福
呉 春福（呉 椿福、オ・チュンボク、朝鮮語: 오춘복）は、朝鮮民主主義人民共和国の女性政治家。中央緊急防疫指揮部総合分科長。保健相、朝鮮労働党中央委員会委員候補などを歴任した。

## 経歴
出生地や生年月日は不明。2019年4月10日に開催された朝鮮労働党中央委員会第7期第4回総会で党中央委員会委員候補に選出され、翌4月11日に開催された最高人民会議第14期第1回会議で、保健相に任命された。2020年1月に世界的な新型コロナウイルス流行に対処するために、防疫対策を指揮する中央非常防疫指揮部が設置され、呉は防疫事業の進行を監視する総合分科長に就任した。同年4月12日に開催された最高人民会議で、「科学的な作戦と頑強な実践力がなければ人民保健事業を軌道に乗せることはできないことがわかった」と演説した。
2021年1月5日から開催された朝鮮労働党第8次大会で行われた党中央委員候補から脱落。1月17日に開催された最高人民会議第14期第4回会議で保健相を解任された。

## 参考サイト
- 북한정보포털

| 先代張俊尚 | 保健相2019年 - 2021年 | 次代崔京哲 |